# Gendün Rinchen
Geshe Gendün Rinchen (Dzongkha: དགེ་འདུན་རིན་ཆེན་ Wylie: dge 'dun rin chen, geb. 1926; gest. 1997) war der 69. Je Khenpo von Bhutan.

## Leben
Gendün Rinchen wurde in einer Grotte am Pfad nach Paro Taktsang geboren. Als Kind erhielt er daher den Spitznamen „Dragphugpa“ (Höhlenmann).
Seine Eltern waren Kinzang Dorji und Tashi Chokey. Er hatte zwei Brüder: Ugyen Tshering und Phup Dorji (einen Halbbruder, den Sohn von Tashi Chokey und ihrem zweiten Mann Tazi).
Schon in jungem Alter zeigte er großes Interesse an den buddhistischen Gebräuchen und im Alter von sieben Jahren wurde er Novize im Kloster Tashichho-Dzong in Thimphu, wo er den Klosternamen Gendün Rinchen erhielt.
1953 begab er sich nach Lhodrak Lhalung, dem Zentrum der Tradition von Pema Lingpa (Padma Lingpa) in Süd-Tibet. Dort studierte er die Dreizehn Großen Texte der Buddhistischen Philosophie (Mahayana) von Khatok Khen Rinpoche. Im Alter von 29 Jahren begab er sich ins Drigung-Kloster in Zentraltibet, wo er klassische tibetische Orthographie, Grammatik und Poesie studierte, sowie die Werke von Mipham Rinpoche und Khenpo Shenga und er erhielt viele tantrische Lehren, unter anderem aus dem Mañjuśrīnāmasamgīti (འཇམ་དཔལ་མཚན་བརྗོད). Danach wanderte er zum Kloster Samye, wo er Ermächtigungen und Anleitungen von Rinchen Terdzö (Nyingma) erhielt; die Nyingthig und Longchen Rabjams Dzödun von Dudjom Jigdral Yeshe Dorje.
Nach seiner Rückkehr nach Bhutan begab er sich in eine dreijährige Meditationsklausur in der Einsiedelei von Tagsang Palphug und darauf in eine weitere dreijährige Klausur in Kungachöling im Distrikt Paro. Von Lopon Sonam Zangpo, einem Schüler von Drubwang Shakya Shri, erhielt er Lehren zu den Sechs Yogas von Naropa, zum Mahamudra und anderem.
Zehn Jahre lang wirkte er als Abt des Tango-Klosters, wo er Kommentare zur buddhistischen Philosophie, zu Sutra und zu Tantra verfasste.
1990 wurde er als der 69. Je Khenpo von Bhutan eingesetzt und bereiste in der Folge das Land und lehrte. Im Alter von 61 Jahren trat er vom Posten des Je Khenpo zurück und zog sich zurück zu einem Leben des Gebets und der Meditation im Jangchub Ding in Yangchenphug. 1997, am neunten Tag des dritten Monats des bhutanischen Kalenders starb er während einer Meditation. Er saß in einer aufrechten Meditationspose. Es wird berichtet, dass sein Körper länger als elf Tage so blieb, und auch nicht erstarrte oder Zeichen der Verwesung zeigte.
Seine Überreste werden heute in einem goldenen und silbernen Reliquien-Stupa in der Shabdrung-Kapelle des Tashichö Dzong in Thimphu aufbewahrt.

## Werke
- The Collected Works of Gendün Rinchen, 6 vol. Unter anderem:
- lho 'brug chos 'byung – religiöse Geschichte von Bhutan
- dpal 'brug pa rin po che mthu chen chos kyi rgyal po ngag dbang rnam rgyal gyi rnam thar rgya mtso'i snying po – Biographie von Shabdrung Ngawang Namgyal (1594–1651)
- kyai rdor rgyud kyi tshig don rnam bshad – Kommentar zum Hevajra Tantra in der exegetischen Tradition Ngok tradition.
- brug pa kun legs kyi rnam thar rgya mtsho'i snying po mthong ba don ldan – Hagiographie des heiligen Narren Drukpa Kunley (1455–1529). Übers. i. Englische von Keith Dowman: The Divine Madman: The Sublime Life and Songs of Drukpa Kunley, ISBN 978-0-913922-75-0

## Ehrungen
The Royal Saffron Scarf (1990).